# Der tierisch verrückte Bauernhof
Der tierisch verrückte Bauernhof (engl. Barnyard) ist ein US-amerikanischer Computeranimationsfilm von Paramount Pictures aus dem Jahr 2006. Regie führte Steve Oedekerk.

## Handlung
In Abwesenheit des Farmers feiern der Stier Otis und die anderen Tiere des Barnyard-Bauernhofes Partys wie Menschen. Der Farmer hat hiervon keine Kenntnis.
Eines Nachts wird der Hühnerstall von einigen Kojoten aufgesucht. Diese versucht der Bulle Ben, der die tierische Leitung des Hofes innehat, zu vertreiben. An den Verletzungen, die er sich bei dem Kampf mit den Kojoten zuzieht, stirbt er. Sein Sohn Otis wird von den Tieren des Hofes als Bens Nachfolger gewählt. Ihm fehlt es sowohl an Selbstvertrauen als auch an Ernsthaftigkeit, um die Leitung des Hofes zu übernehmen. Prompt schlagen alle Tiere über die Stränge, vernachlässigen ihre Arbeiten und beginnen tagsüber zu feiern, ungeachtet der Tatsache, dass der Farmer sie dabei beobachten könnte.
Als die Kojoten erneut zuschlagen und sechs Hühner vom Hof verschleppen, folgt Otis ihnen, um die Hühner zu befreien. Auf dem Schrottplatz, auf dem die Kojoten hausen, sieht er sich einer ihm zahlenmäßig weit überlegenen Meute gegenüber. Die Kojoten kann er nur dadurch in die Flucht schlagen, dass ihm seine Freunde vom Hof gefolgt sind und ihm beistehen.
Da Otis Freundin, die Kuh Daisy, schwanger ist, beeilen sich die Tiere, zum Hof zurückzukehren. Als Otis am Hof eintrifft, liegt Daisy bereits in den Wehen und schenkt ihm einen Sohn, den sie nach Otis Vater Ben benennen.

## Fortsetzung
Von 2007 bis 2011 wurde die Fernsehserie Barnyard – Der tierisch verrückte Bauernhof produziert und ausgestrahlt.

## „Die männliche Kuh“
In der Realität haben männliche Rinder wie Bullen oder Ochsen keine Euter, wie es in diesem Film dargestellt wird. Im Nick Magazin sagte der Regisseur Steve Oedekerk, dass es sich dabei um einen Gag handele. Dies ist nicht das erste Mal, dass Kühe so dargestellt wurden: In Großbritannien erschien in den 1990er Jahren ein Werbespot über Milch, in dem zwei „männliche Kühe“ auftraten.

## Synchronisation
Die Synchronfirma Interopa Film führte die Synchronisation durch. Für Dialogbuch und Synchronregie war Frank Schaff verantwortlich.
| Rolle            | Originalsprecher | Deutsche Sprecher  | Tier      |
| ---------------- | ---------------- | ------------------ | --------- |
| Otis             | Kevin James      | Robin Kahnmeyer    | Stier     |
| Ben              | Sam Elliott      | Bert Franzke       | Stier     |
| Pip              | Jeffrey Garcia   | Gerald Schaale     | Maus      |
| Pig              | Tino Insana      | Detlef Bierstedt   | Schwein   |
| Freddy           | Cam Clarke       | Simon Jäger        | Frettchen |
| Peck             | Rob Paulsen      | Sven Plate         | Hahn      |
| Dag              | David Koechner   | Gerald Paradies    | Kojote    |
| Daisy            | Courteney Cox    | Nana Spier         | Kuh       |
| Miles            | Danny Glover     | Tilo Schmitz       | Esel      |
| Bessy            | Wanda Sykes      | Heike Schroetter   | Kuh       |
| Duke             | Dom Irrera       | Stefan Gossler     | Hofhund   |
| Etta             | Andie MacDowell  | Evelyn Maron       | Henne     |
| Eddy             | S. Scott Bullock | Karlo Hackenberger | Stier     |
| Bud              | John DiMaggio    | Marco Kröger       | Stier     |
| Officer O´Hanlon | John DiMaggio    | Marco Kröger       | Stier     |
| Igg              | Maurice LaMarche | Uwe Büschken       | Stier     |
| Maddy            | Madeline Lovejoy |                    | Küken     |
| Root             | Earthquake       | Oliver Stritzel    | Hahn      |
| Mr. Beady        | Steve Oedekerk   | Axel Lutter        | Mensch    |
| Mrs. Beady       | Maria Bamford    | Christin Marquitan | Mensch    |
| Farmer           | Fred Tatasciore  | Roland Hemmo       | Mensch    |

## Soundtrack
Der Soundtrack des Films, umfasst 14 Titel
1. Johnny Cash – „I Won't Back Down“
2. North Mississippi Allstars – „Mud“
3. North Mississippi Allstars featuring Les Claypool – „Hittin' The Hay“
4. Kevin James and North Mississippi Allstars – „Down On the Farm (They All Ask for You)“
5. Barenaked Ladies – „Sous la Pluie“
6. North Mississippi Allstars – „2Stepn“
7. North Mississippi Allstars – „Hillbilly Holla“
8. The Bo Keys – „Kick It“
9. Peter Gabriel – „Father, Son“
10. Bobby McFerrin and Russell Ferrante – „Freedom Is a Voice“
11. Starlight Mints – „Popsickle“
12. Rednex – „Wild and Free“
13. Shaggy – „Boombastic“
14. The Almost – „Southern Weather“